# Johannes I. (Waldsassen)
Johannes I. († 1273) war Abt des Klosters Waldsassen von 1246 bis 1266.
Johannes I. war der 6. Abt von Waldsassen. Nach dem Chronisten Kaspar Brusch soll er auch noch 1267 im Amt gewesen sein. Er resignierte und starb 1273.